# Kannehalli, Hagaribommanahalli
Kannehalli là một làng thuộc tehsil Hagaribommanahalli, huyện Bellary, bang Karnataka, Ấn Độ.